# 고시베리아 제어
고시베리아 제어(Paleosiberian languages)은 시베리아와 그 주변 지역에서 사용되는 고립어 또는 미시적 규모의 어족들을 다룰 때 사용하는 편의상의 제어(諸語) 분류이다. 일반적으로 이들 간의 계통적 관계는 상정되지 않는다.
소위 알타이 제어로 불리는 튀르크어나 퉁구스어 등 대형 어족이 유입되기 이전부터 동북아에서 사용되던 소규모 언어들을 모은 편의상의 분류로, 알타이 제어 등의 영향력이 강해지면서 대부분 흔적을 남기지 않고 사멸하였으나 일부 살아남은 것이 현재의 고시베리아 제어의 언어들에 해당한다. 이러한 구분은 고대에 인도유럽어족 언어들이 유럽 대륙으로 유입되며 사라져간 것으로 추정되는 언어들을 지칭하는 고유럽 제어(Paleo-European languages) 같은 용어와도 대응되는 것이다.

## 분류
주로 다음의 소형 어족 또는 고립어가 고시베리아 제어의 일종으로 분류된다.
- 축치캄차카어족
- 니브흐어
- 유카기르어족
- 예니세이어족: 현대에는 케트어만이 확인됨

이들은 모두 사멸 위기이거나 이미 사멸하였는데, 그나마 현재 화자 수가 가장 많은 것은 축치캄차카어이다.

### 기타
학자에 따라 에스키모알류트어족이나 아이누어를 고시베리아 제어의 일종으로 분류하기도 한다.
유하 얀후넨(J. Janhunen)은 한국어와 니브흐어 간의 파열음 음운의 일치성이 고대의 접촉에 의한 것일 가능성이 있다고 제시하였다.
알렉산더 보빈은 유연(柔然) 민족이 사용한 유연어(Ruanruan language)에서 알타이적 특징이 보이지 않는다며 튀르크어의 일부 어휘에 영향을 주고 사멸한 고시베리아제어의 일종일 가능성을 제기하였으나 이후 철회하고 몽골어족으로 분류하였다.